# ACT (test)
ACT (wym.: [eɪ_si_ti]) − skrót nazwy American College Testing (obecnie American College Testing Program), ustandaryzowanego testu dla uczniów szkół średnich w Stanach Zjednoczonych. Test ma sprawdzać kompetencje i wiedzę przedmiotową. Podobnie jak test SAT jest nieobligatoryjnym elementem rekrutacji uczelni wyższych w USA. Nie stanowi odpowiednika polskiej matury, choć bywa − ze względu na ustandaryzowanie − porównywany do egzaminu maturalnego. Wynik testu jest głównym czynnikiem przy selekcji kandydatów na studia.

Mapa ukazująca stany USA (kolor niebieski), w których preferowany jest system ACT

Użyty został po raz pierwszy w listopadzie 1959 roku jako konkurencyjny wobec stosowanego do tej pory przez College Board testu SAT. Początkowo ACT składał się z czterech egzaminów: z języka angielskiego, matematyki, czytania i wiedzy ogólnej. W lutym 2005 roku dodano nadobowiązkowy test z pisania, co SAT powtórzył w marcu tego samego roku. Wszystkie uczelnie w USA akceptują ACT, ale różnie oceniają standardowe testy (jak SAT czy ACT) w porównaniu z innymi faktorami, jak np. ranking rocznika, uzyskane oceny czy udział w zajęciach pozalekcyjnych.
Cztery główne testy ACT oceniane są w skali 1–36, a średni wynik stanowi przeciętną wszystkich czterech.
ACT jest stosowany głównie w stanach Midwestu, górskich i południowych, podczas gdy SAT jest bardziej popularny na wschodnim i zachodnim wybrzeżu Stanów Zjednoczonych, aczkolwiek ostatnio obserwuje się większe zainteresowanie ACT na wschodzie. Wiąże się to z narastającym krytycyzmem wobec systemu SAT, który jest uważany za nieefektywny i nierzetelny.
Poniższa tabela przedstawia wyniki testu ostatniego rocznika szkół średnich z roku 2009.
| Test            | Liczba pytań | Czas trwania | przeciętny wynik | Wymagania szkół wyższych | Wymagany zakres wiedzy                                                         |
| --------------- | ------------ | ------------ | ---------------- | ------------------------ | ------------------------------------------------------------------------------ |
| język angielski | 75           | 45 min.      | 20,6             | 18                       | znajomość zasad i umejętność posługiwania się językiem                         |
| matematyka      | 60           | 60 min.      | 21,0             | 22                       | algebra, podstawy geometrii, podstawy trygonometrii                            |
| czytanie        | 40           | 35 min.      | 21,4             | 21                       | zrozumienie czytanego tekstu                                                   |
| wiedza ogólna   | 40           | 35 min.      | 20,9             | 24                       | umiejętność interpretowania, analizowania, oceniania i rozwiązywania problemów |
| pisanie         | 1 esej       | 30 min.      | 7,7              |                          | umiejętność literackiego pisania                                               |
| średnia         |              |              | 21,1             |                          |                                                                                |